# Porta San Francesco (Volterra)

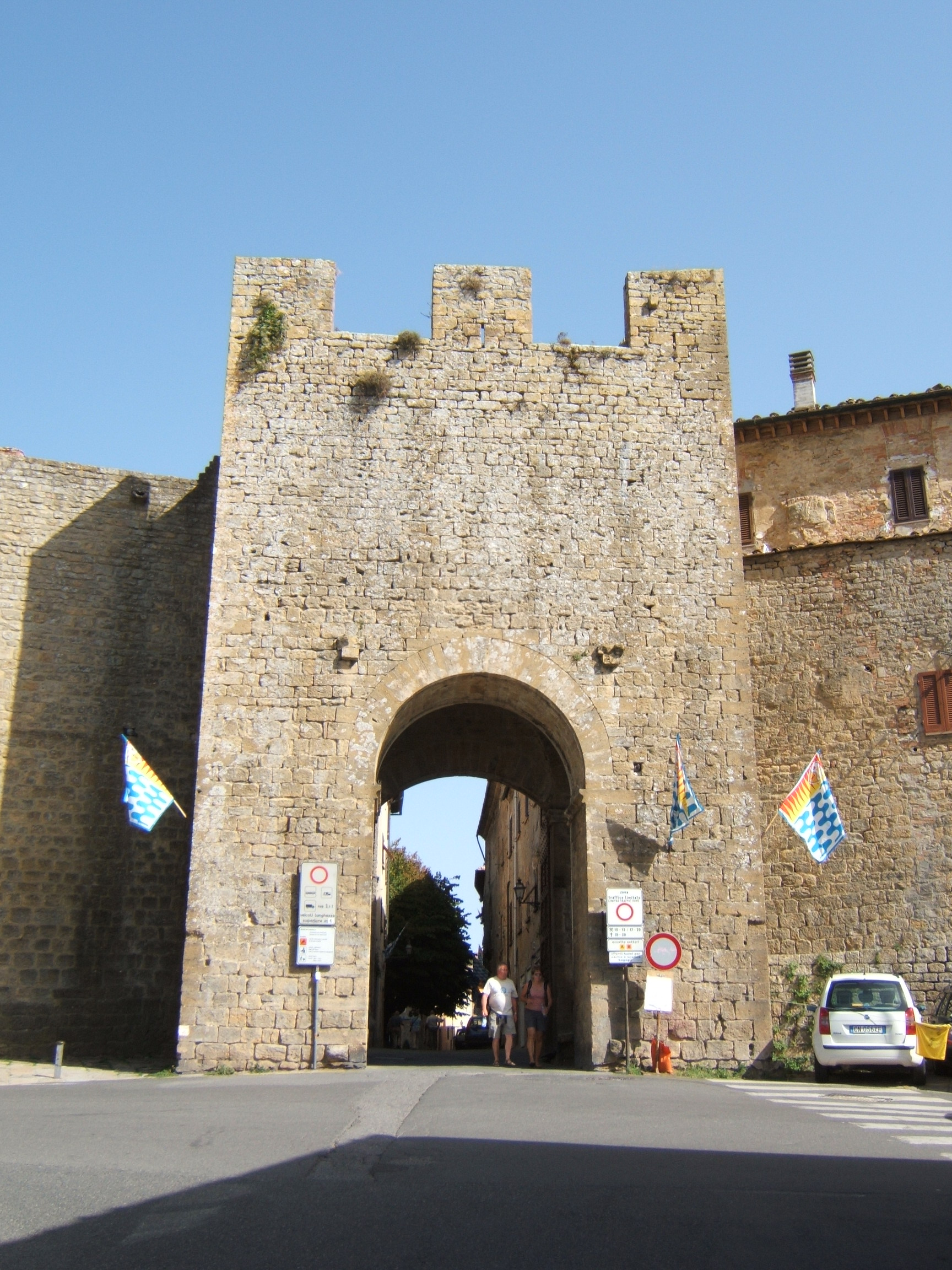
Porta San Francesco

Porta San Francesco è una porta cittadina di Volterra e parte del circuito murario medievale.

## Descrizione
Porta San Francesco, anticamente chiamata Porta Santo Stefano o Pisana, fu realizzata in epoca medievale durante la costruzione delle nuove mura cittadine deliberata dal Comune di Volterra nel corso del XIII secolo 
Corrado Ricci nella suo opera Volterra descrive efficacemente l'imponente struttura: "Porta San Francesco è la più grandiosa di Volterra. Nella sua austera semplicità così com'è scevra di ogni ornamento, sin di cornici, dalla sola eleganza del suo arco e dei tre rozzi merli che la coronano prende valore d'arte".
Di tutte le porte volterrane, Porta San Francesco è l'unica che conservi ancora tracce di affreschi sull'arco interno.